# Никомаврівка
Никома́врівка — село в Україні, у Цебриківській селищній громаді Роздільнянського району Одеської області. Населення становить 184 особи.

## Історія
Засновано як слобода наприкінці 1810-х років поміщиками надвірним радником Ніколаєм Мартиновим та його дружиною Маврою Яківною (до шлюбу Власова), невдовзі після смерті чоловіка вона ініціювала назву «Нико-Мавровка». Вперше ця назва документально зафіксована в березні 1823 року в метричній книзі Преображенської церкви села Василівка (Малігонове) (Державний архів Одеської області, фонд 37, опис 3, спр. 269, арк. 474звор.).
На деяких картографічних ресурсах помилково позначене як Никомарівка.
До 17 липня 2020 року було підпорядковане Ширяївському району, який був ліквідований.
Колишній орган місцевого самоврядування — Саханська сільська рада.

## Населення
Згідно з переписом УРСР 1989 року чисельність наявного населення села становила 244 особи, з яких 108 чоловіків та 136 жінок.
За переписом населення України 2001 року в селі мешкали 233 особи.
На 1 січня 2020 року — 184 особи: 91 чоловік і 93 жінки.

### Мова
Розподіл населення за рідною мовою за даними перепису 2001 року:
| Мова       | Відсоток |
| ---------- | -------- |
| українська | 90,56 %  |
| молдовська | 6,44 %   |
| російська  | 2,58 %   |
| гагаузька  | 0,43 %   |